# Cumbernauld United F.C.
Cumbernauld United F.C. is een voetbalclub uit de Schotse stad Cumbernauld, North Lanarkshire. De club werd opgericht in 1964. De club speelt hun thuiswedstrijden in Guy's meadow, wat een capaciteit heeft van 2.500 toeschouwers. Cumbernauld United F.C. komt uit in de West of Scotland football league.

## Prijzenkast
- 1971 : Central League Division A
- 1978 : Evening Times Cup
- 1984 : Central League Division 'C'
- 1994 : Central League Second Division
- 2010 : Central Division First Championship

Bekende ex-spelers zijn Kenny Dalglish en Lee McCulloch.